# Wielka Laguna (Kiritimati)
Wielka Laguna (ang. Grand Lagoon, fr. Grand Lagon) – zatoka w środkowej części Oceanu Spokojnego w państwie Kiribati w atolu Kiritimati w archipelagu wysp Line.

## Geografia
Wielka Laguna stanowi niemal połowę całkowitego obszaru wyspy Kiritimati, uważanej za największy pod względem lądowej powierzchni atol na ziemi. Łączna powierzchnia laguny wynosi ok. 321 km². Laguna jest niemal w całości otoczona pierścieniowo przez półwyspy nazywane szczękami. Jedyne połączenie z oceanem o szerokości ok. 5 km znajduje się w zachodniej części zatoki. Na obszarze laguny znajduje się wiele wysp, z których największą jest Wyspa Cooka, położona w cieśninie łączącej zatokę z oceanem. Zachodnia część laguny stanowi zwarty, stale zalany zbiornik wodny, którego wyraźnie wyodrębniona, południowa cześć nosi nazwę Zatoka Świętego Stanisława. We wschodniej części zatoka stopniowo zamienia się w sieć odrębnych lagun, wattów, ultrazasolonych stawów i solnisk, które całościowo zajmują ok. połowę obszaru zbiornika. Z uwagi na fakt, że nie istnieje wyraźna granica między głównym korpusem wyspy a solnymi, często zalewanymi przez wody Wielkiej Laguny równinami, jej powierzchnię można podawać jedynie w przybliżeniu.

## Fauna

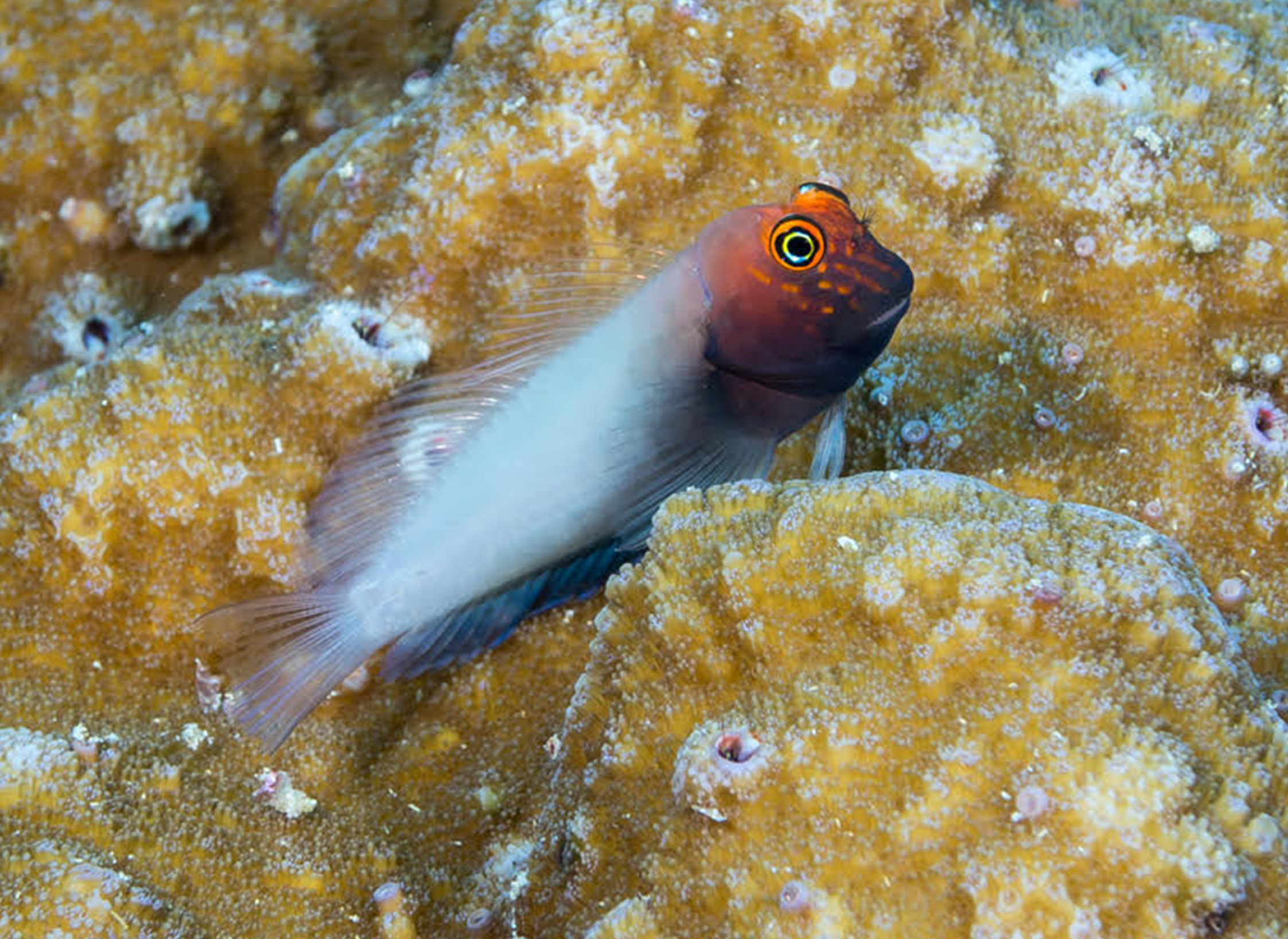
Przedstawiciel gatunku cirripectes matatakaro sfotografowany w wodach Wielkiej Laguny

### Fauna morska
Pomimo mniejszej bioróżnorodności niż typowa dla tej części Pacyfiku, Wielka Laguna stanowi siedlisko dla wielu gatunków ryb i innych zwierząt morskich. Do szczególnie licznie występujących ryb należą karanks żółtopłetwy, a także na skutek sztucznego zarybienia tilapia marii oraz gatunki z rodzaju oreochromis. W lagunie licznie występują skorupiaki, w tym krab palmowy oraz kraby z rodzin ocypodidae, cardisoma i coenobita, a także krewetki z gatunku słonaczek. W wodach zatoki występuje także zagrożony żółw zielony oraz endemicze gatunki parzydełkowców.

### Ptactwo
Wielka Laguna charakteryzuje się obfitym występowaniem ptactwa morskiego. Okolice akwenu należą także do najważniejszych terenów lęgowych w strefie tropikalnej. Na wyspie Kiritimati rozpoznano ponad 35 gatunków ptaków. Regularnie gniazduje tutaj około 25 milionów rybitw czarnogrzbietych. Każdego roku na wyspę przylatują tysiące rybitw tropikalnych, by odbyć lęgi. Na Kiritimati istnieje największa znana kolonia burzyków brunatnych. Wyspa jest zarazem jednym z ostatnich terenów lęgowych oceannika białogardłego oraz petrela polinezyjskiego. Spośród wielu innych ptaków odbywających tu lęgi można wymienić głuptaki – maskowe, białobrzuche i czerwononogie – a także faetony czerwonosterne, rybitwy brunatne oraz fregaty.